# Бетау
Бетау (њем. Bethau) општина је у њемачкој савезној држави Саксонија-Анхалт. Једно је од 39 општинских средишта округа Витенберг. Према процјени из 2010. у општини је живјело 186 становника. Посједује регионалну шифру (AGS) 15091025.

## Географски и демографски подаци
Бетау се налази у савезној држави Саксонија-Анхалт у округу Витенберг. Општина се налази на надморској висини од 77 метара. Површина општине износи 5,7 km².

## Становништво
У самом мјесту је, према процјени из 2010. године, живјело 186 становника. Просјечна густина становништва износи 33 становника/km².